# 보험업법
보험업법(保險業法)은 보험업을 영위하는 자의 건전한 운영을 도모하고 보험계약자·피보험자 그 밖의 이해관계인의 권익을 보호함으로써 보험업의 건전한 육성과 국민경제의 균형있는 발전에 기여함을 목적으로 하는 대한민국의 법률이다 (법 제1조).

## 보험 모집 종사자
보험의 모집을 할 수 있는 자는 보험설계사, 보험대리점, 보험중개사, 보험회사의 임원(대표이사·사외이사·감사 및 감사위원을 제외한다. 이하 이 장에서 같다) 또는 직원, 보험대리점 또는 보험중개사의 임원 또는 사용인으로서 이 법에 의하여 모집에 종사할 자로 신고된 자에 해당하는 자이어야 한다 (제83조 제1항).

## 수수료 지급 등의 금지
보험회사는 보험 모집 종사자 외의 자에게 모집을 위탁하거나 모집에 관하여 수수료·보수 그 밖의 대가를 지급하지 못한다. 다만, 다음 각호의 1에 해당하는 경우에는 그러하지 아니하다 (법 제99조 제1항, 시행령 제47조).
1. 제127조 제1항 또는 제2항의 규정에 따라 금융위원회에 신고 또는 제출된 기초서류에서 정하는 방법에 따른 경우
2. 보험회사가 대한민국외에서 외국보험사와 공동으로 원보험계약을 인수하거나 대한민국외에서 외국의 모집조직(외국의 법령에 의하여 모집을 할 수 있도록 허용된 경우에 한한다)을 이용하여 원보험계약 또는 재보험계약을 인수하는 경우
3. 보험계약 체결의 중개와는 별도로 보험계약자에게 특별히 제공한 서비스에 대하여 일정금액으로 표시되는 보수 그 밖의 대가를 지급할 것을 미리 보험계약자와 합의한 서면약정서에 의하여 청구하는 경우. 이 경우에는 당해 서비스를 제공하기 전에 제공할 서비스별 내역이 표시된 보수명세표를 보험계약자에게 알려야 한다.
이러한 수수료 지급 금지 규정을 위반하는 경우에 보험회사는 1천만원 이하의 과태료에 처하게 된다 (법 제209조 제1항).